# Franco Stradella
Francesco Pietro Stradella detto Franco (Felizzano, 12 maggio 1941 – Quargnento, 25 ottobre 2022) è stato un politico italiano.

## Biografia
Alle elezioni politiche del 2001 fu eletto deputato con la lista Abolizione scorporo collegata a Forza Italia. Dal 2001 al 2006 fu membro della VIII Commissione ambiente, territorio e lavori pubblici.
Alle elezioni politiche del 2008 venne eletto deputato della XVI legislatura della Repubblica Italiana nella circoscrizione Piemonte 2 per Il Popolo della Libertà.